# Salvia hierosolymitana
Salvia hierosolymitana là một loài thực vật có hoa trong họ Hoa môi. Loài này được Boiss. miêu tả khoa học đầu tiên năm 1853.

## Hình ảnh

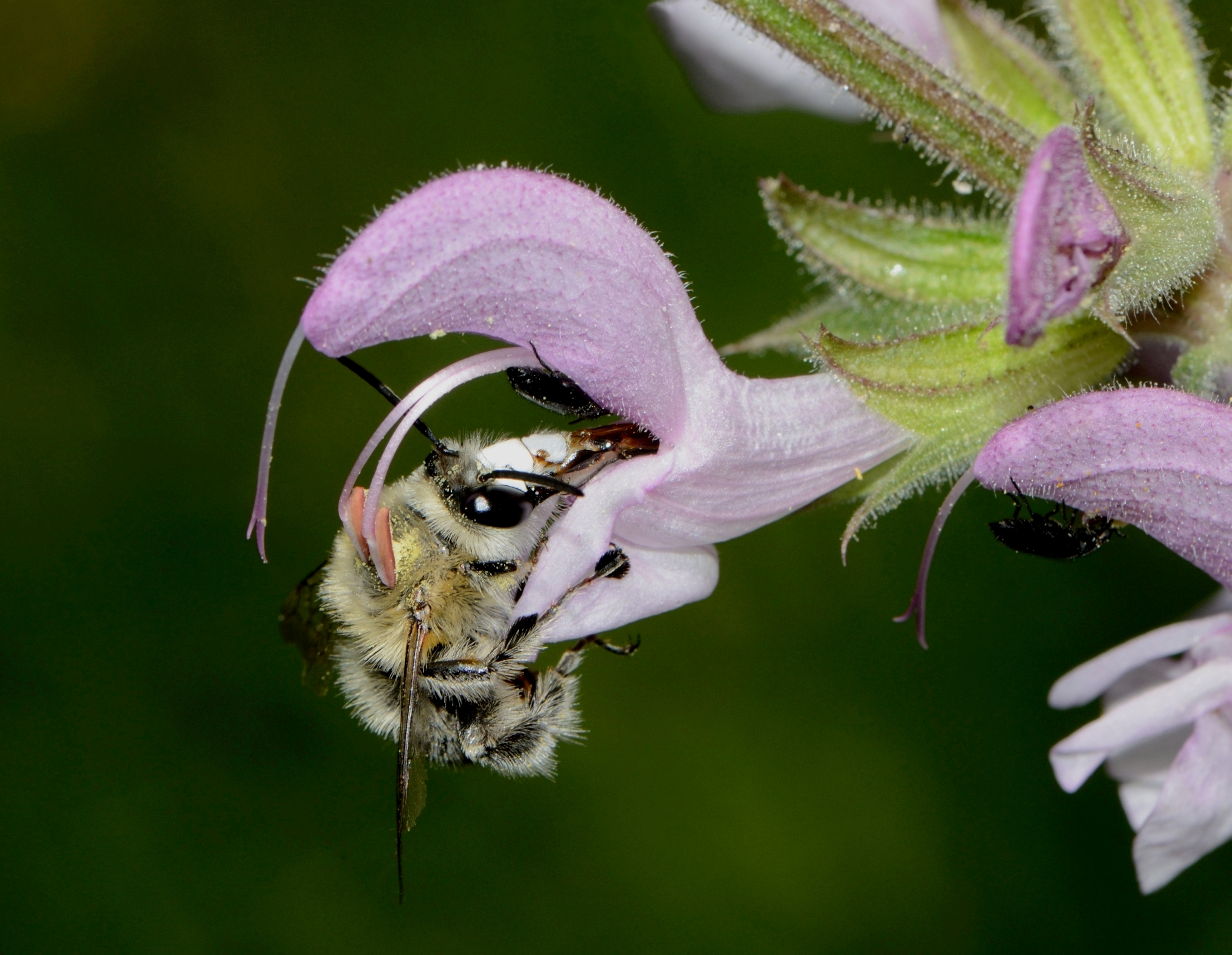
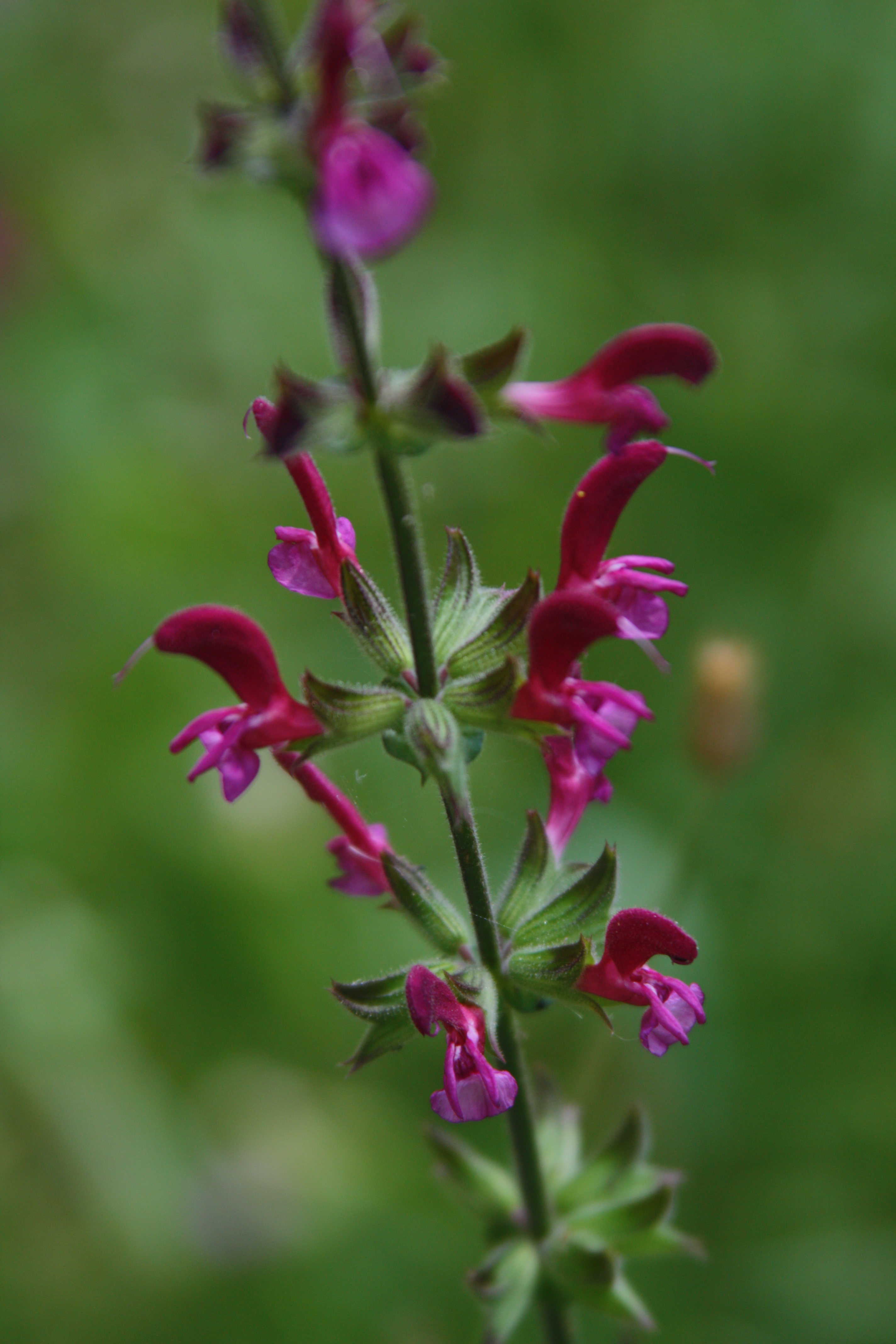
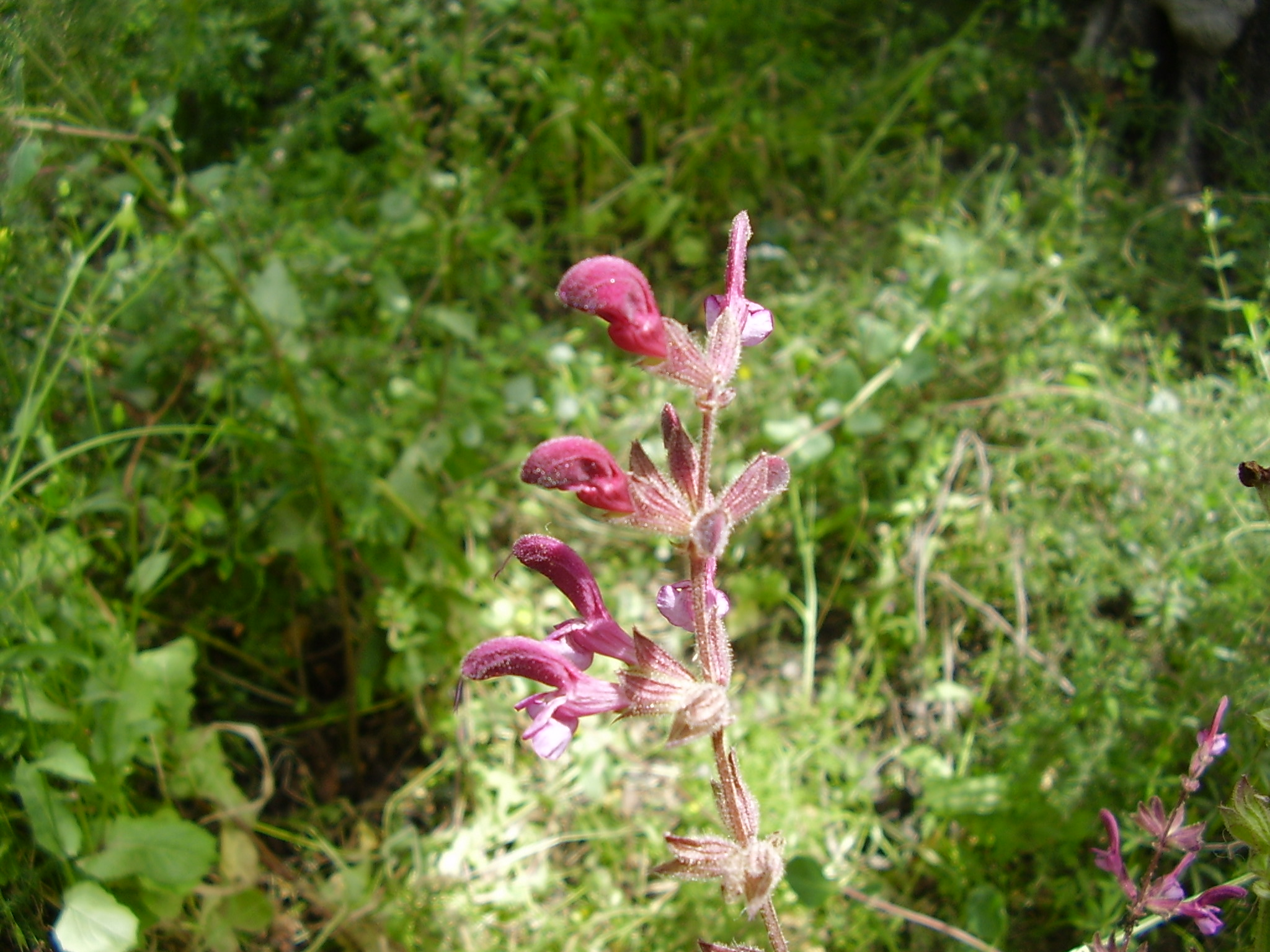